# Parco nazionale di Vashlovani
Il parco nazionale di Vashlovani (in georgiano ვაშლოვანის ეროვნული პარკი?) è uno dei dieci parchi nazionali della Georgia. Si trova all'interno della municipalità di Dedoplistskaro, in Cachezia, nella zona più orientale del paese. Fa parte della più ampia area naturale protetta di Vashlovani, al cui interno sono siti anche una riserva naturale integrale e tre monumenti naturali. È stato istituito ufficialmente nel 2003 e copre un'area di 248.2 km².

## Descrizione
L'area protetta si trova tra i due principali fiumi della Cachezia, ossia lo Iori e l'Alazani. La profonda gola è tagliata da un piccolo burrone attraverso le scarpate di origine calcarea. I territori di Vashlovani si distinguono per la presenza di calanchi, foreste aride, vegetazione tipica delle steppe desertiche e semi-desertiche e di rari alberi di pistacchio selvatico (Pistacea mutica). Le pendici sono occupate da querce e frassini mischiati ad aceri ed olmi. Vi sono anche esemplari di Berberis e di spine di Gerusalemme (Parkinsonia aculeata).
Nel parco si trovano anche la foresta alluvionale di Alazani e due piccole insenature (Juma e Mijna). L'area delle insenature è la sola della Georgia in cui il noce bianco (Juglans regia) cresce spontaneamente a fianco di farnie (Quercus robur), pioppi (Populus), frassini maggiori (Fraxinus excelsior), melograni (Punica granatum), peonie (Paeonia) e viti (Vitis vinifera). Circa 700 specie di piante sono classificate nel parco, tra le altre spiccano sette diverse forme di Orchidaceae e l'Iris iberica.

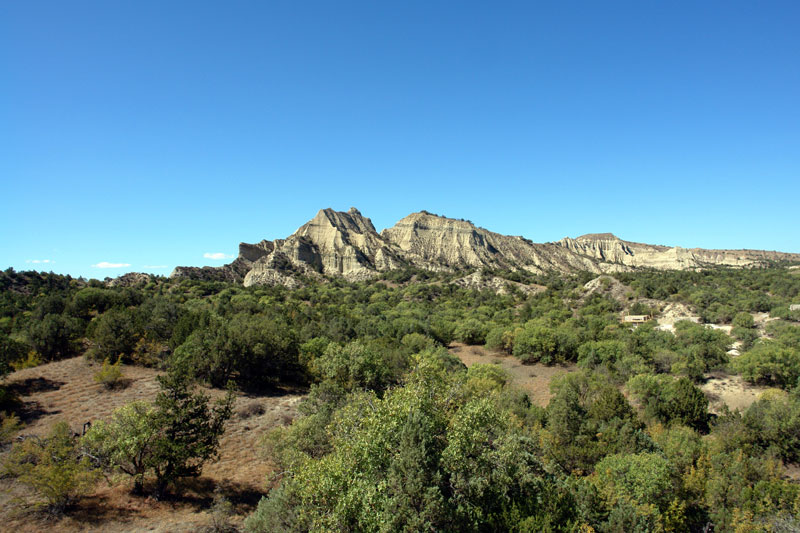
Vegetazione del parco

La fauna dell'area è piuttosto varia. Il parco è abitato da 46 specie di mammiferi. Ci sono molti sciacalli dorati (Canis aureus), volpi (Vulpes vulpes), lepri (Lepus europaeus), lupi grigi (Canis lupus), linci (Lynx lynx), gatti della giungla (Felis chaus), porcospini indiani (Hystrix indica) ed anche orsi bruni (Ursus arctos). Alla fine del 2003 a Vashlovani fu scoperta l'esistenza di un esemplare di leopardo del Caucaso (Panthera pardus saxicolor). Era dal 1954 che non venivano avvistati leopardi nella zona. L'animale è stato chiamato Noè ed è divenuto un simbolo del parco. Nel prossimo futuro è previsto che nella riserva vengano portati degli esemplari di gazella subgutturosa dall'Azerbaigian. In passato questo tipo di ungulato era diffuso nell'area, ma la caccia incontrollata ne causò la scomparsa negli anni sessanta.

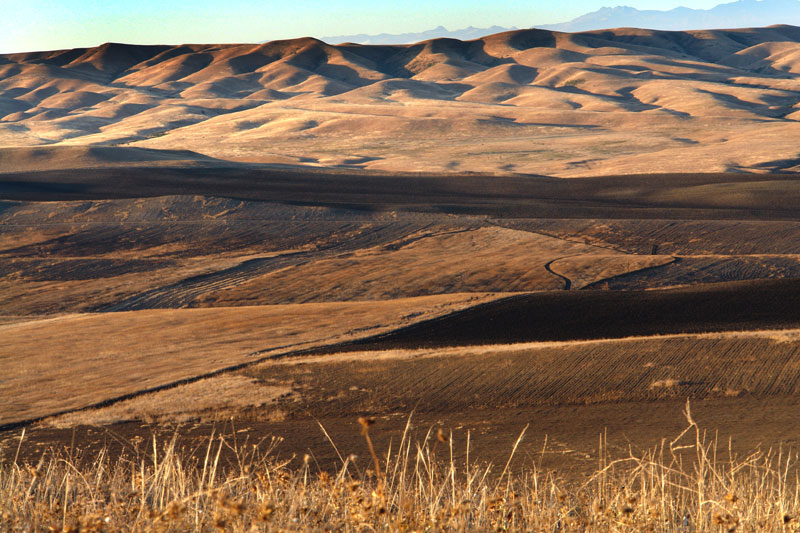
Zona desertica del parco

Tra gli uccelli è forte la presenza di fagiani (Phasianus colchicus) nella zona della foresta alluvionale di Alazani, mentre le colonie di rondini (Hirundinidae) nidificano nei ripidi pendii argillosi, chiamati per l'appunto "città delle rondini". Abbondano anche gli uccelli acquatici come l'airone (Ardeidae), la marzaiola (Anas querquedula), il germano reale (Anas platyrhynchos), l'anatra becco rosso (Anas erythrorhyncha) e il cormorano (Phalacrocorax carbo). Tra i rapaci si trovano il falco pescatore (Pandion haliaetus) e l'aquila di mare dalla coda bianca (Haliaeetus albicilla). Anche i rettili giocano un ruolo significativo nella determinazione della fauna del parco. Sono 25 le specie presenti. Tra esse vi sono la tartaruga greca (Testudo graeca), lo scinco di Schneider (Eumeces schneideri), l'agama caucasico (Laudakia caucasia) e numerose tipologie di serpenti. Il fiume Alazani risulta abitato da 16 specie di pesci. Ci sono ancora numerosi esemplari di pesce gatto (Siluriformes), carpa (Cyprinus carpio), lucioperca (Sander lucioperca), shemaya (Alburnus) e aringa (Clupea harengus). Delle 700 specie di insetti, ben 109 appartengono alla famiglia delle farfalle. Il sito di Alesilebi, nella gola dell'orso bruno, offre ai visitatori la possibilità di osservare i segni ancora visibili della fauna preistorica.